# Esperanza por El Cambio
Esperanza por El Cambio (EL CAMBIO) es un partido político venezolano, liderado por Javier Bertucci quien logró los votos necesarios requeridos por el CNE en las elecciones presidenciales de 2018 para convertir el grupo de electores «Esperanza Por El Cambio» en un partido político homónimo. Su secretario general es Alfonso Campos, su Coordinador Nacional de Organización es Jeickson Portillo y el Subsecretario es Luis Adames. El partido define como un partido doctrinario e ideológico que basa sus acciones en principios y valores de la democracia cristiana.

## Participación electoral

### Presidenciales de 2018
El 18 de febrero de 2018 el pastor cristiano Javier Bertucci, fundador de la organización El Evangelio Cambia y pastor de la Iglesia Maranatha Venezuela anuncia su candidatura presidencial a las elecciones presidenciales de ese año, bajo una campaña denominada Ruta del Cambio, e inspirados bajo dicho lema registran ante el CNE, el 28 de febrero, el grupo de electores "Esperanza Por El Cambio".
Durante sus actos de campaña, la organización preparó sancochos; según Bertucci, preparó sopas durante su campaña porque "el hambre es una urgencia" y "nadie oirá un discurso si tiene hambre". El 24 de abril, en un acto de campaña en el estado Carabobo, el presidente y candidato a la reelección Nicolás Maduro se burló de Bertucci llamándolo "Sopita Bertucci", refiriéndose a sus actividades de entrega de sopas en la calle. En los comicios presidenciales el partido obtuvo 1.015.895 votos, equivalentes al 10,82% del total. De esas elecciones fue adjudicado por el CNE al partido una legislatura en el estado Bolívar.

### Municipales
El 21 de septiembre de 2018, el secretario general del partido, Alfonso Campos afirmó que el partido postularía candidatos a concejales en los 335 municipios del país para las elecciones del 9 de diciembre, asimismo confirmó una gira nacional de Javier Bertucci. El 6 de octubre de ese año, EL CAMBIO conformó una alianza electoral con Copei, Movimiento al Socialismo (MAS), Avanzada Progresista, Cambiemos Movimiento Ciudadano y Movimiento Ecológico, todos miembros de la coalición Concertación por el Cambio. El 22 de noviembre de 2018, en una rueda de prensa en Caracas, Bertucci anuncia que postularon a 4.430 candidatos para las elecciones municipales.

### Parlamentarias
El 20 de agosto de 2020, el secretario general nacional, Alfonso Campos, declaró que el partido, tiene candidatos en todos los estados y que buscan llegar a acuerdos con otros factores políticos para formar una alianza de la oposición venezolana para postular de forma unitaria candidatos a diputados de la Asamblea Nacional.
El 5 de septiembre de  2020 el partido presentó ante el CNE las candidaturas a diputado en todos los estados bajo una nueva coalición electoral denominada Alianza Democrática, conformada por El Cambio, Acción Democrática, Copei, Cambiemos Movimiento Ciudadano y Avanzada Progresista.
El 6 de diciembre de 2020 el partido obtuvo el 4.57% del total de los votos, con los que se adjudicaron Alfonso Campos Jessurun y Yobany Blanco por Lista Nacional. Javier Segovia por el estado Bolívar en Lista Regional y Javier Bertucci por el estado Carabobo en Lista Regional.

### Regionales
En las elecciones regionales realizadas el 21 de noviembre del 2021, el partido obtuvo tres alcaldías (dos en Portuguesa y uno en Guárico), diesciete diputados a los Consejos Legislativos Estadales y setenta y nueve concejales electos a los Consejos Municipales.

## Resultados Electorales

### Presidenciales
| Año  | Candidato       | Votos     | %                | Resultado |
| ---- | --------------- | --------- | ---------------- | --------- |
| 2018 | Javier Bertucci | 1.015.895 | \| \| 10.82 % \| | No electo |
| 2024 | Javier Bertucci |           |                  |           |
|      | 10.82 %         |           |                  |           |

### Parlamentarias
| Año  | Votos   | %               | Diputados | +/- |
| ---- | ------- | --------------- | --------- | --- |
| 2020 | 284.315 | \| \| 4.56 % \| | 4/277     | 4   |
|      | 4.56 %  |                 |           |     |

### Regionales
| Año  | Votos   | %    | Gobernadores | +/- | Alcaldías | +/- |
| ---- | ------- | ---- | ------------ | --- | --------- | --- |
| 2021 | 101.146 | 1.22 | 0/23         | 0   | 3/335     | 3   |
| 2025 | 449.494 | 6.25 | 1/23         | 1   | 1/335     | 3   |

## Diputados a la Asamblea Nacional de Venezuela
Artículo principal: Asamblea Nacional de Venezuela

### Principales
| Diputado        | Estado que representa |
| --------------- | --------------------- |
| Javier Segovia  | Bolívar               |
| Javier Bertucci | Carabobo              |
| Alfonso Campos  | Nacional              |
| Yobany Blanco   | Nacional              |

### Suplentes
| Diputado          | Estado que representa |
| ----------------- | --------------------- |
| Jeickson Portillo | Nacional              |
| Yosmer Quintero   | Nacional              |

## Actividad Parlamentaria

### Comisiones
Artículo principal: Comisiones de la Asamblea Nacional de Venezuela

#### Comisiones Permanentes
| Comisión                                                          | Diputado        | Cargo                  |
| ----------------------------------------------------------------- | --------------- | ---------------------- |
| Comisión Permanente de Política Exterior, Soberanía e Integración | Javier Bertucci | Miembro                |
| Comisión Permanente de la Familia, Libertad de Cultos y Religión  | Alfonso Campos  | Segundo Vicepresidente |
| Comisión Permanente de Cultura y Recreación                       | Javier Segovia  | Segundo Vicepresidente |
| Comisión Permanente de Finanzas y Desarrollo Económico            | Yobany Blanco   | Miembro                |

##### Comisiones Especiales
| Comisión                                                               | Diputado        | Cargo   |
| ---------------------------------------------------------------------- | --------------- | ------- |
| Comisión Especial para el Diálogo, la Paz y la Reconciliación Nacional | Javier Bertucci | Miembro |

### Foros Internacionales
| Unión Interparlamentaria Mundial | Parlamento del Mercosur (PARLASUR) |
| -------------------------------- | ---------------------------------- |
| Javier Bertucci                  | Yobany Blanco                      |

## Diálogos
El 18 de septiembre, el presidente del partido Javier Bertucci se unió a los acuerdos firmados días atrás entre representantes del gobierno chavista y sectores minoritarios de la oposición venezolana.